# ادواردو کینگمن
ادواردو کینگمن (انگلیسی: Eduardo Kingman؛ ۲۳ فوریه ۱۹۱۳ – ۲۷ نوامبر ۱۹۹۷) نقاش اهل اکوادور بود.